# Пятнистый этроплюс
Пятнистый этроплюс (лат. Etroplus maculatus) — рыба семейства цихловых, обитающая в пресной и слегка солоноватой воде у побережья Индии и Шри-Ланки.

## Описание
У рыбы дискообразное, высокое и сильно сплющенное с боков тело, длиной от 8 до 9 см. Относительно маленький рот конечный. Основной цвет рыбы жёлтый. На каждой чешуйке имеется маленькое, красноватое пятнышко, образующих на теле ряд прерывистых линий. Чуть выше середины тела расположено большое чёрное пятно. Спинной плавник оранжевый, с каймой красного цвета и золотисто-красными или ярко-красными пятнышками. Анальный и хвостовой плавники желтоватые, колючая часть анального плавника чёрного цвета. Первый луч брюшных плавников имеет перламутрово-голубой отлив, так же как и ряд чешуй ниже глаз. Половых отличий нет. Самки часто немного меньше. В период нереста плавники становятся жёлто-оранжевыми, анальный плавник — насыщенно-чёрным.

## Образ жизни
Пятнистый этроплюс обитает в мелких реках, в устьях рек и лагунах. Часто он находит укрытие под корнями или между опавшей листвой. Он питается зоопланктоном, мальками рыб и водорослями. Самка откладывает икру, состоящую из 200—300 яиц, на камни или коряги. Оба родителя интенсивно заботятся о яйцах и мальках. После появления на свет мальки помещаются в углубление на дне водоёма. Первые дни они питаются эпителиальным секретом, выделяющимся на коже родителей.